# Capitán Veneno (película de 1943)

 Capitán Veneno es una película en blanco y negro de Argentina dirigida por Henri Martinent sobre el guion de Enrique Amorim y Ramón Gómez Macía según la novela homónima de Pedro Antonio de Alarcón que se estrenó el 31 de marzo de 1943 y que tuvo como protagonistas a Luis Sandrini, Rosa Rosen, Aline Marney y Joaquín García León. Hay otra versión de 1951 dirigida en España por Luis Marquina.

## Sinopsis
Ambientada a fines del siglo XIX, un oficial que es recogido por una viuda que vive con sus dos hijas odia a las mujeres pero ellas lo cambian.

## Reparto
- Luis Sandrini…Jorge de Córdoba
- Rosa Rosen …Angélica
- Aline Marney
- Joaquín García León
- Berta Moss
- Héctor Quintanilla …Médico
- María Ramos
- Gregorio Verdi
- Alberto Ballerini
- Lalo Bosch
- José Krause
- Vicente Álvarez

## Comentario
Calki opinó que:

”Ha habido un error en la elección del protagonista, confiado al Luis Sandrini, pero éste cumple una actuación empeñosa…. Un realizador atento, más que nada, al relieve plástico de la ilustración.

Por su parte Manrupe y Portela escriben:

”Una primera aproximación de nuestro cine a la literatura española y una de las tantas versiones fallidas de Sandrini en lo dramático y además significó un gran fracaso de público."